# (23495) 1991 UQ1
1991 يو كيو 1 (ويعرف أيضًا باسم (23495) 1991 يو كيو 1 وفق تسمية الكوكب الصغير) (بالإنجليزية: 1991 UQ1)‏ هو كويكب ضمن حزام الكويكبات؛ وترتيبه 23495 من حيث الاكتشاف.
اكتُشف هذا الجُرم الفلكي بواسطة Kazuro Watanabe ‏ في 29 أكتوبر 1991.

## وصلات خارجية
- (23495) 1991 UQ1 في قاعدة بيانات مختبر الدفع النفاث لأجرام النظام الشمسي الصغيرة

- الاكتشاف · مخطط المدار ·  العناصر المدارية · المعلمات المادية

- (23495) 1991 UQ1 على موقع ويكي سكاي: DSS2, SDSS, GALEX, IRAS, Hydrogen α, X-Ray, Astrophoto, Sky Map, Articles and images